# 오리나무속
오리나무속은 자작나무과의 속이다. 전 세계에 약 30종이 있고, 대개 암수한그루이고 키작은나무이나 키큰나무 종도 약간 있다. 북반구의 온화한 지역과 남아메리카의 안데스산맥을 따라 남쪽으로 칠레에 이르는 곳에서 자란다.

## 생태
오리나무속은 대개 갈잎나무이고, 잎은 어긋나며 가장자리에 톱니가 있다.
꽃은 축이 가늘고 길며, 암꽃이나 수꽃이 여러 개 조밀하게 모여 있어 마치 동물의 꼬리같이 보이는 꽃차례인 유이화서이다. 같은 꽃차례를 갖고 있는 다른 식물에 비해 특별히 암꽃의 길이가 짧으며, 종종 잎이 나기 전에 꽃이 핀다. 주로 바람에 의해 수분하지만, 벌이 꽃가루를 나르기도 한다. 같은 과인 자작나무속과 다른 점은 오리나무속의 암꽃은 목질이라서 성숙한 이후에 바스라지지 않고 구과식물의 솔방울처럼 열매를 맺어 씨를 퍼트리는 데 있다.
오리나무속은 질소를 토양에 고정시키는 박테리아와 공생한다. 그래서 토양을 비옥하게 한다. 공해와 오염에 강하고 척박한 환경에서도 잘 자란다. 또한 속성수이다. 서양에서는 전통적으로 참나무과 나무와 더불어 훈제 요리의 재료로 쓰였다. 전기 기타 몸통의 재료로도 쓰인다.

## 하위 종
대한민국에는 10여 종의 오리나무속 식물이 자라고 있다. 다음과 같은 종이 있다.
- A. borealis Koidz. - 떡오리나무
- A. firma - 사방오리
  - A. firma var. hirtella Franch. & Sav. - 왕사방오리
- A. japonica - 오리나무
  - A. japonica var. arguta Call - 뾰족잎오리나무
  - A. japonica var. koreana Callier  - 털오리나무
  - A. japonica var. serrata Nakai - 섬오리나무
  - A. japonica var. reginosa Nakai - 웅기오리나무
  - A. hirsuta for. glabra T. Lee - 민물오리나무
- A. mandshurica (Callier) Hand.-Mazz. - 덤불오리나무
  - A. mandshurica  for. barbinervis (Nakai) W.T.Lee - 함북오리나무
  - A. mandshurica  for. pubescens (Nakai) Kitag. - 털만주오리나무
- A. maximowiczii Callier - 두메오리나무
- A. mayrii Callier - 잔털오리나무
- A. pendula - 좀사방오리
- A. sibirica Fisch. ex Turcz. - 물오리나무